# 白骨 (御文)
浄土真宗本願寺八世蓮如が撰述した御文の5帖目第16通「白骨」（はっこつ）は、御文の中でも特に有名なものである。存覚の『存覚法語』を基に作られている。
この御文は宗派により呼び方が異なる（詳細は御文を参照）。
- 本願寺派 - 「白骨の御文章（ごぶんしょう）」
- 大谷派 - 「白骨の御文（おふみ）」
- 興正派 - 「白骨の御勧章（ごかんしょう）」

この御文は浄土真宗の葬儀（灰葬 還骨）で拝読される（御文を用いない宗派では拝読されない。）。

## 大意
今日・明日の事しか考えない人々の姿を見て考えると、人の生涯は儚いものであります。まるで幻のようなものです。今は元気でも、次の瞬間には死んでしまうかもしれない。死は、年齢を問いません。だから、その日暮らしの生活ではなくて、これからの生き方を考えてください。それには阿弥陀仏に深く帰依し、称名念仏をするべきであります。

## 原文

### 現代仮名遣い文
補注　- 原文にはない濁点を補い、旧仮名遣いも現代仮名遣いに、カタカナもひらがなに改め、漢字を補足にする。

## 意訳
それ、世間のことがらの浮々（うかうか）として定まりの無いありさまをよくよく考えて見ますと、およそ何が儚（はかな）いかと言って、人間の生まれてから死ぬまでの間、幻のような人の一生ほどはかないものはありません。
それゆえに、いまだ一万年の寿命を授かった人がいたなどということを聞いた事がありません。人の一生涯は過ぎ去りやすいものです。今までに誰が百年の肉体を保ったでしょうか。〔人の死とは、〕私が先なのか、人が先なのか、今日かもしれないし、明日かもしれない、遅れて死に、先立ってゆく人は、草木の根元に雫（しずく）が滴（したた）るよりも、葉先の露が散るよりも数多いといえます。
それゆえに、朝には血色の良い顔をしていても、夕暮れには白骨となる身であります。もはや無常の風が吹いてしまえば、たちどころに眼を閉じ、一つの息が永く絶えてしまえば、血色の良い顔がむなしく変わってしまう、桃やすもものような美しい姿を失ってしまえば、すべての親族・親戚が集まって嘆き悲しんでも、どうする事もできません。
そのままにはしておけないので、野辺に送り荼毘（だび）に付し、夜更けの煙と成り果ててしまえば、ただ白骨だけが残るだけです。哀れと言っただけでは言い足りません。世間のことのはかない事は、老少（ろうしょう）不定（ふじょう）の境遇でありますから、どのような人も後生（ごしょう）の一大事を心に留めながら、心から阿弥陀仏を恃（たの）み申上げて、念仏申すべきであります。

## エピソード
菊池寛が自ら試験問題を作成して募集した文藝春秋の入社試験に、この作者を問う問題がある。昭和初期には宗派を超えて、仏教の有名な著作やことばは、社会人・教養人の常識とされていたことがわかる。